# پادریا
پادریا (به ایتالیایی: Padria) یک کومونه در ایتالیا است که در استان ساساری واقع شده‌است.

## خصوصیات
پادریا ۴۸٫۰ کیلومترمربع مساحت و ۷۸۵ نفر جمعیت دارد و ۳۰۴ متر بالاتر از سطح دریا واقع شده‌است.